# エバン・マーシャル
エバン・パトリック・マーシャル（Evan Patrick Marshall, 1990年4月18日 - ）は、アメリカ合衆国カリフォルニア州サンタクララ郡サニーベール出身のプロ野球選手（投手）。右投右打。現在は、フリーエージェント（FA）。

## 経歴

### プロ入りとダイヤモンドバックス時代
2011年のMLBドラフト4巡目（全体124位）でアリゾナ・ダイヤモンドバックスから指名され、プロ入り。契約後、傘下のA-級ヤキマ・ベアーズでプロデビュー。11試合に登板して0勝0敗2セーブ、防御率0.75、13奪三振と好投し、7月にA+級バイセイリア・ローハイドへ昇格。15試合に登板して0勝1敗4セーブ、防御率1.59、18奪三振を記録した。9月にAA級モービル・ベイベアーズへ昇格し、1試合に登板した。
2012年はAA級モービルでプレーし、42試合に登板して6勝3敗16セーブ、防御率3.51、27奪三振を記録した。オフにはアリゾナ・フォールリーグに参加し、ソルトリバー・ラフターズに所属した。
2013年はAAA級リノ・エーシズでプレーし、54試合に登板して3勝6敗3セーブ、防御率4.34、59奪三振を記録した。
2014年は開幕をAAA級リノで迎え、5月6日にダイヤモンドバックスとメジャー契約を結んでアクティブ・ロースター入りした。同日のミルウォーキー・ブルワーズ戦でメジャーデビュー。1点ビハインドの6回裏2死から登板し、1.1回を無安打無失点2奪三振に抑え、直後の8回表にダイヤモンドバックスが逆転したため、メジャー初勝利を挙げた。この年メジャーでは57試合に登板して4勝4敗、防御率2.74、54奪三振を記録した。
2015年は13試合に登板して0勝2敗、防御率6.08、7奪三振を記録した。
2016年は15試合に登板して0勝1敗、防御率8.80、9奪三振を記録した。
2017年3月28日にDFAとなった。

### マリナーズ時代
2017年4月4日にウェイバー公示を経て、シアトル・マリナーズへ移籍した。8月2日にマイナー契約で傘下のAAA級タコマ・レイニアーズへ配属された。この年メジャーでは6試合に登板して防御率9.39、4奪三振を記録した。オフの11月6日にFAとなった。

### インディアンス時代
2017年11月30日にクリーブランド・インディアンスとマイナー契約を結び、2018年のスプリングトレーニングに招待選手として参加することになった。
2018年の開幕は傘下のAAA級コロンバス・クリッパーズで迎え、5月3日にメジャー契約を結んでアクティブ・ロースター入りした。9月1日にDFAとなり、4日にマイナー契約でAAA級コロンバスへ配属された。レギュラーシーズン終了後の10月2日にFAとなった。

### ホワイトソックス時代
2018年10月30日にシカゴ・ホワイトソックスとマイナー契約を結び、2019年のスプリングトレーニングに招待選手として参加することになった。
2019年の開幕は傘下のAAA級シャーロット・ナイツで迎え、5月1日にメジャー契約を結んでアクティブ・ロースター入りした。この年メジャーでは55試合に登板して4勝2敗、防御率2.49、41奪三振を記録した。
2020年は23試合に登板して2勝1敗、防御率2.38、30奪三振を記録した。
2021年は開幕から27試合に登板していたが6月下旬に右肘を痛め、後にトミー・ジョン手術を受けることとなったため、以降は全休した。オフの11月5日にマイナー契約でAAA級シャーロットへ配属され、同日中にFAとなった。

## 詳細情報

### 年度別投手成績
| 年 度    | 球 団    | 登 板 | 先 発 | 完 投 | 完 封 | 無 四 球 | 勝 利 | 敗 戦 | セ 丨 ブ | ホ 丨 ル ド | 勝 率 | 打 者 | 投 球 回 | 被 安 打 | 被 本 塁 打 | 与 四 球 | 敬 遠 | 与 死 球 | 奪 三 振 | 暴 投 | ボ 丨 ク | 失 点 | 自 責 点 | 防 御 率 | W H I P |
| -------- | -------- | ----- | ----- | ----- | ----- | -------- | ----- | ----- | -------- | ----------- | ----- | ----- | -------- | -------- | ----------- | -------- | ----- | -------- | -------- | ----- | -------- | ----- | -------- | -------- | ------- |
| 2014     | ARI      | 57    | 0     | 0     | 0     | 0        | 4     | 4     | 0        | 19          | .500  | 210   | 49.1     | 50       | 3           | 17       | 3     | 2        | 54       | 3     | 0        | 17    | 15       | 2.74     | 1.36    |
| 2015     | ARI      | 13    | 0     | 0     | 0     | 0        | 0     | 2     | 0        | 2           | .000  | 61    | 13.1     | 20       | 3           | 5        | 1     | 0        | 7        | 1     | 0        | 9     | 9        | 6.08     | 1.88    |
| 2016     | ARI      | 15    | 0     | 0     | 0     | 0        | 0     | 1     | 0        | 1           | .000  | 79    | 15.1     | 28       | 2           | 8        | 2     | 1        | 9        | 1     | 0        | 18    | 15       | 8.80     | 2.35    |
| 2017     | SEA      | 6     | 0     | 0     | 0     | 0        | 0     | 0     | 0        | 0           | ----  | 38    | 7.2      | 12       | 1           | 5        | 1     | 0        | 4        | 0     | 0        | 8     | 8        | 9.39     | 2.22    |
| 2018     | CLE      | 10    | 0     | 0     | 0     | 0        | 0     | 0     | 0        | 3           | ----  | 37    | 7.0      | 12       | 0           | 4        | 0     | 1        | 9        | 1     | 0        | 6     | 6        | 7.71     | 2.29    |
| 2019     | CWS      | 55    | 0     | 0     | 0     | 0        | 4     | 2     | 0        | 19          | .667  | 209   | 50.2     | 42       | 5           | 24       | 2     | 0        | 41       | 1     | 0        | 16    | 14       | 2.49     | 1.30    |
| 2020     | CWS      | 23    | 0     | 0     | 0     | 0        | 2     | 1     | 0        | 8           | .667  | 93    | 22.2     | 17       | 1           | 7        | 0     | 0        | 30       | 2     | 0        | 6     | 6        | 2.38     | 1.06    |
| 2021     | CWS      | 27    | 0     | 0     | 0     | 0        | 0     | 2     | 0        | 7           | .000  | 113   | 27.2     | 27       | 5           | 9        | 1     | 0        | 26       | 0     | 0        | 17    | 17       | 5.60     | 1.35    |
| MLB：8年 | MLB：8年 | 206   | 0     | 0     | 0     | 0        | 10    | 12    | 0        | 59          | .455  | 840   | 193.2    | 208      | 20          | 79       | 10    | 4        | 180      | 9     | 0        | 97    | 90       | 4.19     | 1.49    |

- 2021年度シーズン終了時

### 年度別守備成績
| 年 度 | 球 団 | 投手（P） | 投手（P） | 投手（P） | 投手（P） | 投手（P） | 投手（P） |
| 年 度 | 球 団 | 試 合     | 刺 殺     | 補 殺     | 失 策     | 併 殺     | 守 備 率  |
| ----- | ----- | --------- | --------- | --------- | --------- | --------- | --------- |
| 2014  | ARI   | 57        | 2         | 8         | 1         | 2         | .909      |
| 2015  | ARI   | 13        | 1         | 1         | 0         | 0         | 1.000     |
| 2016  | ARI   | 15        | 0         | 3         | 0         | 0         | 1.000     |
| 2017  | SEA   | 6         | 0         | 0         | 0         | 0         | ----      |
| 2018  | CLE   | 10        | 0         | 0         | 0         | 0         | ----      |
| 2019  | CWS   | 55        | 3         | 3         | 1         | 0         | .857      |
| 2020  | CWS   | 23        | 0         | 2         | 0         | 0         | 1.000     |
| MLB   | MLB   | 179       | 6         | 17        | 2         | 2         | .920      |

- 2020年度シーズン終了時

### 背番号
- 50（2014年 - 2016年、2018年）
- 41（2017年）
- 43（2019年 - 2021年）